# Prisoner (Ryan Adams)
Prisoner è il sedicesimo album in studio del cantautore statunitense Ryan Adams, pubblicato nel febbraio 2017.

## Tracce
1. Do You Still Love Me?
2. Prisoner
3. Doomsday
4. Haunted House
5. Shiver and Shake
6. To Be Without You
7. Anything I Say to You Now
8. Breakdown
9. Outbound Train
10. Broken Anyway
11. Tightrope
12. We Disappear